# حكمة تقليدية

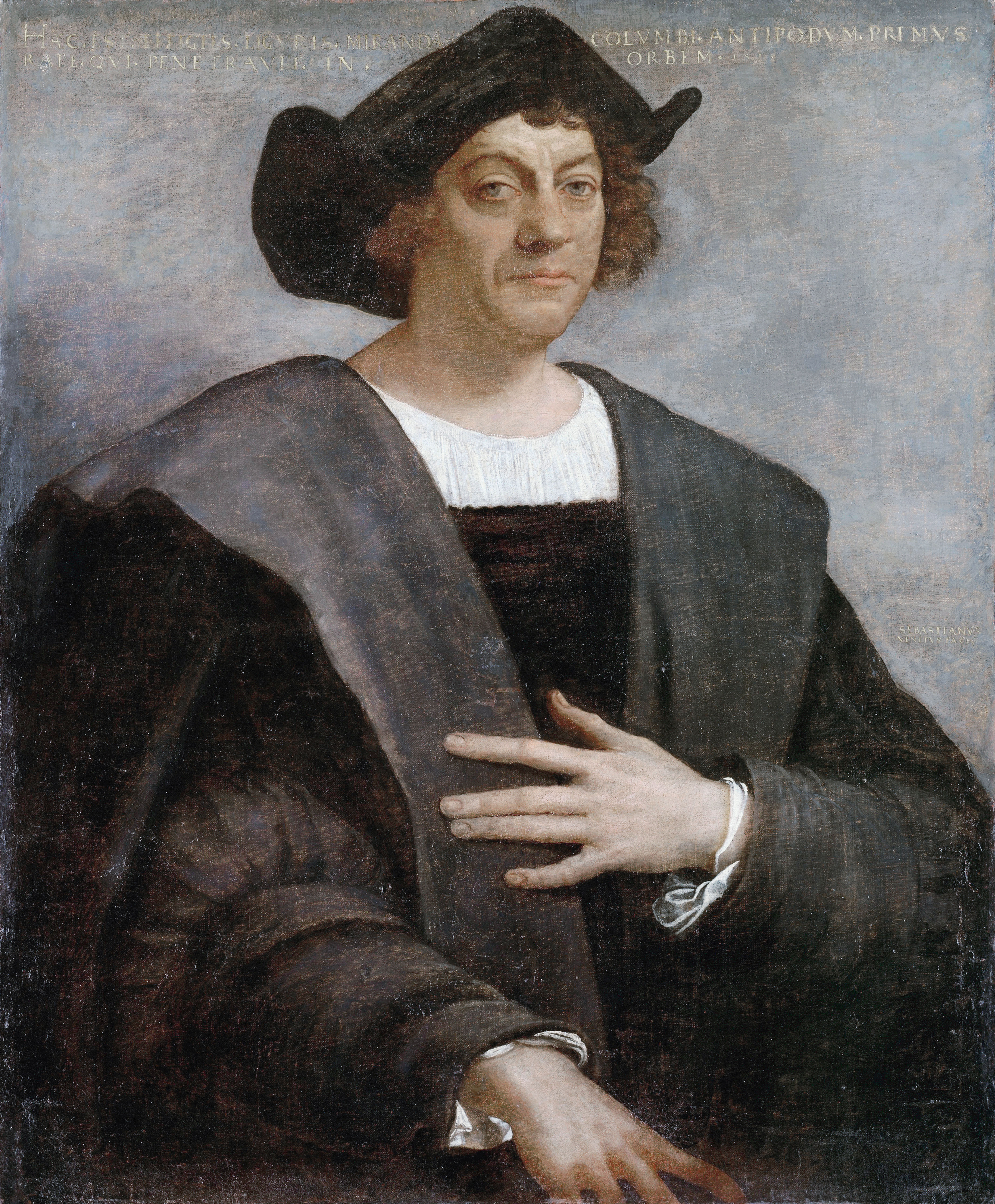
يُعتقد على نطاق واسع أنه قبل كريستوفر كولومبوس كان الناس يظنون أن العالم كان مسطحًا، ولكن في الواقع، كان العلماء في ذلك الوقت يعرفون منذ فترة طويلة أن الأرض كروية

الحكمة التقليدية (بالإنجليزية: conventional wisdom)‏ أو الرأي المتفق عليه، هي مجموعة الأفكار أو التفاسير التي تُقبل عمومًا من قبل الجمهور و/أو الخبراء في مجال ما. في مجال الدين، يُعرف هذا بالأرثوذكسية. [بحاجة لمصدر]

## أصل الكلمة
غالبًا ما يُنسب المصطلح إلى الاقتصادي جون كينيث جالبريث، الذي استخدمه في كتابه الصادر عام 1958 المجتمع الوفير [الإنجليزية]:
يبدو مناسبًا أن تُسمى الأفكار التي تحظى باحترام في أي وقت بسبب قبولها، وينبغي أن يكون هذا الاسم يُسلط الضوء على هذه القابلية للتنبؤ. وبالتالي، سأشير فيما بعد إلى هذه الأفكار بمصطلح "الحكمة التقليدية".
ومع ذلك، يعود المصطلح إلى عام 1838 على الأقل.  استخدمت الحكمة التقليدية في عدد من الأعمال الأخرى قبل جالبريث، وأحيانًا بمعنى حميد أو محايد، ولكن في كثير من الأحيان بشكل ازدرائي.
ومع ذلك، استخدم المؤلفون السابقون هذا المصطلح كمرادف لـ "المعرفة الشائعة". وقد وضع جالبريث على وجه التحديد كلمة "الـ" قبل المصطلح لتؤكد على تفرده، وحدد معناه ليشير إلى تلك المعتقدات الشائعة التي تحظى بالقبول والراحة في المجتمع، مما يعزز قدرتها على مقاومة الحقائق التي قد تقلل منها. وقد أشار إليه مرارًا في كتاب "المجتمع الوفير"، مستدعيًا إياه لشرح درجة المقاومة العالية في الاقتصاد الأكاديمي للأفكار الجديدة. لهذه الأسباب، يُنسب عادة اختراع وانتشار هذا المصطلح في الاستخدام الحالي إلى جالبريث.

## الدقة
الحكمة التقليدية ليست بالضرورة صحيحة، فهي غالبًا ما تُعتبر عائقًا أمام قبول المعلومات الجديدة وإدخال النظريات والتفسيرات الجديدة، وهي عائق يجب التغلب عليه من خلال إعادة النظر بشكل شرعي. وبمعنى آخر، فإن الحكمة التقليدية لها خاصية تشبه العطالة التي تعارض إدخال المعتقدات المعاكسة، وذلك حتى يصل الأمر في بعض الأحيان إلى الإنكار المتهور للمعلومات الجديدة أو التفسيرات الجديدة من قبل الأشخاص الذين يحملون وجهات النظر التقليدية القديمة بقوة. ونظرًا لأن الحكمة التقليدية مريحة وجذابة ومتأصلة في وعي الجمهور، فإن هذه العطالة يمكن أن تستمر حتى بعد أن ينتقل العديد من الخبراء و/أو قادة الرأي إلى تقليد جديد.
يمكن أن تكون الحكمة التقليدية سياسية أيضًا، إذ ترتبط بشكل وثيق بظاهرة نقاط الحديث. ويستخدم المصطلح بمعنى سلبي ليشير إلى أن البيانات المتكررة باستمرار تصبح حكمة تقليدية سواء كانت صحيحة أو غير صحيحة.
بشكل عام، تشير إلى الحقيقة المقبولة التي يبدو أن لا أحد يجادل فيها تقريبًا، ولذلك تستخدم كمقياس (أو منبع) للسلوك المعياري أو المعتقد، حتى ضمن السياق المهني. على سبيل المثال، كانت الحكمة التقليدية في عام 1950، حتى بين معظم الأطباء، هي أن تدخين التبغ ليس ضارًا بشكل خاص بصحة الفرد.[بحاجة لمصدر] الحكمة السائدة اليوم هي أنها كذلك. بشكل أكثر تحديدًا، في المجال العلمي والهندسي، كانت الحكمة التقليدية في وقت ما تقول إن الرجل سيتعرض لإصابات قاتلة إذا تعرض لأكثر من 18 قوة جي في مركبة فضائية، ولكن هذا لم يعد صحيحًا. فقد تحمل جون ستاب أكثر من ذلك بكثير في بحثه، حيث وصلت إلى أكثر من 46 قوة جي في عام 1954.
في بعض الأحيان، تعالج الحكمة التقليدية الحالية الحكمة التقليدية الماضية. على سبيل المثال، "يُعتقد على نطاق واسع أنه قبل كريستوفر كولومبوس كان الناس يظنون أن العالم كان مسطحًا، ولكن في الواقع، كان العلماء في ذلك الوقت يعرفون منذ فترة طويلة أن الأرض كروية". هذه الجملة صحيحة. ومع ذلك، إذا قرأها عدد كافٍ من الناس وصدقوها، فإنها ستحل محل المعتقد القديم (في النظرة السائدة للأرض المسطحة في زمن كولومبوس)، لتصبح الحكمة التقليدية الجديدة. (ومن المفارقات، أن هذا التحول من شأنه أن يزيف الجملة المقتبسة من خلال التصريح بشكل غير صحيح أن معظم الناس لديهم اعتقاد خاطئ عن الماضي).[بحاجة لمصدر] 

## التكامل مع الأدلة العلمية
الطب المسند بالدليل هو جهد متعمد للاعتراف برأي الخبراء (الحكمة التقليدية) وكيف يتعايش مع البيانات العلمية. يقر الطب القائم على الأدلة بأن رأي الخبراء هو "دليل" ويلعب دورًا في سد "الفجوة بين نوع المعرفة الناتجة عن دراسات الأبحاث السريرية ونوع المعرفة اللازمة لاتخاذ أفضل قرار للمرضى الفرديين".

## مقالات ذات صلة
- مثل مقولب
- توسل بالأكثرية
- الضفدع المغلي
- معرفة شائعة
- بديهية (مفهوم)
- واقع توافقي
- وسائل الراحة
- أيديولوجية مهيمنة [الإنجليزية]
- علم نفس الحشود
- تحول النموذج الفكري
- بنائية (اجتماع)
- تراخي اجتماعي
- ادعاء الصدق